# Shout at the Devil
Albums de Mötley Crüe
Too Fast for Love
(1981) Theatre of Pain
(1985)
Singles
1. Shout at the Devil
Sortie : 1983
2. Look That Kills
Sortie : 4 janvier 1984
3. Too Young to Fall in Love
Sortie : 30 avril 1984
4. Helter Skelter
Sortie : 1er mai 1984

Shout at the Devil est le deuxième album studio du groupe de glam metal américain Mötley Crüe. Il est sorti le 26 septembre 1983 sous le label Elektra Records et a été produit par Tom Werman.

## Historique
Après avoir signé avec le label major Elektra Records, le groupe entre en studio en avril 1983 à Los Angeles. C'est les Studios Cherokee, situés à Hollywood, qui ont été choisis et le groupe y restera jusqu'en juillet 1983. Le 29 mai, le groupe participe à l'US Festival et présente quelques-uns des titres qui figureront sur le nouvel album, Looks that Kill, Shout at the Devil, Bastard...
Shout at the Devil est considéré[Par qui ?] comme étant un des albums majeurs dans le style glam metal. Cet album reflétait complètement l'attitude du groupe. Sexe, violence et pseudo-satanisme sont au rendez-vous dans cet album, très bien accueilli par les fans. Il s'en est vendu à ce jour plus de 4 millions de copies rien qu'aux États-Unis. On peut voir apparaître sur le disque une reprise de la chanson « Helter Skelter » qui était à l'origine composée et jouée par les Beatles.
La chanson Too Young to Fall in Love a été utilisée dans le jeu vidéo Grand Theft Auto: Vice City pour la station de radio "V-Rock". La chanson "Shout at the Devil" apparaît dans le jeu vidéo Guitar Hero II et Guitar Hero: Greatest Hits. Dans Guitar Hero 5, ainsi que dans Grand Theft Auto: Vice City Stories on retrouve également le titre "Looks That Kill".
Cet album se classa à la 17e place du Billboard 200 aux États-Unis et à la 25e place des charts canadiens. Il sera certifié quadruple disque de platine aux États-Unis et triple disque de platine au Canada.
Sa réédition en 2003 propose cinq titres bonus dont l'inédit I Will Survive.

## Les titres
Face 1
| No | Titre                                   | Paroles           | Musique                     | Durée |
| -- | --------------------------------------- | ----------------- | --------------------------- | ----- |
| 1. | In the Beginning                        | instrumental      | Geoff Workman               | 1:13  |
| 2. | Shout at the Devil                      | Sixx              | Nikki Sixx                  | 3:16  |
| 3. | Looks That Kill                         | Sixx              | Sixx                        | 4:07  |
| 4. | Bastard                                 | Sixx              | Sixx                        | 2:54  |
| 5. | God Bless the Children of the Beast     | instrumental      | Mick Mars                   | 1:33  |
| 6. | Helter Skelter (reprise de The Beatles) | Lennon, McCartney | John Lennon, Paul McCartney | 3:09  |

Face 2
| No  | Titre                     | Paroles    | Musique                | Durée |
| --- | ------------------------- | ---------- | ---------------------- | ----- |
| 7.  | Red Hot                   | Sixx       | Sixx, Vince Neil, Mars | 3:21  |
| 8.  | Too Young To Fall In Love | Sixx       | Sixx                   | 3:34  |
| 9.  | Knock 'Em Dead, Kid       | Sixx, Neil | Sixx, Neil             | 3:40  |
| 10. | Ten Seconds to Love       | Sixx, Neil | Sixx, Neil             | 4:17  |
| 11. | Danger                    | Sixx       | Sixx, Neil, Mars       | 3:51  |

| 12. | Shout at the Devil (demo)        | Sixx | Sixx       | 3:18 |
| 13. | Looks That Kill (demo)           | Sixx | Sixx       | 5:06 |
| 14. | Hotter Than Hell (demo)          | Sixx | Sixx       | 2:49 |
| 15. | I Will Survive                   | Sixx | Sixx, Mars | 3:19 |
| 16. | Too Young To Fall In Love (demo) | Sixx | Sixx       | 3:03 |

## Musiciens
Mötley Crüe
- Vince Neil - Chant
- Mick Mars - Guitare électrique et acoustique, chœurs
- Nikki Sixx - Basse, pédales basse, chœurs
- Tommy Lee - Batterie, percussions, chœurs

Musiciens additionnels
- Geoff Workman: narrateur sur In the Beginning
- Jai Winding et Paul Fox: claviers
- Richard Page et Tom Kelly: chœurs

## Charts et certifications

### Album
| Pays       | Durée du classement | Meilleur classement | Date         |
| ---------- | ------------------- | ------------------- | ------------ |
| Canada     | 47 semaines         | 23e                 | 3 mars 1984  |
| États-Unis | 111 semaines        | 17e                 | 31 mars 1984 |

Certifications
| Pays       | Certification | Ventes      | Date            |
| ---------- | ------------- | ----------- | --------------- |
| Australie  | Or            | 35 000 +    | 1997            |
| Canada     | 3 × Platine   | 300 000 +   | 13 janvier 1989 |
| États-Unis | 4 × Platine   | 4 000 000 + | 15 mai 1997     |

### Singles (USA)
| Année                       | Single                 | Chart       | Position | Date             |
| --------------------------- | ---------------------- | ----------- | -------- | ---------------- |
| "Shout at the Devil"        | Mainstream Rock Tracks | 3 semaines  | 30e      | 12 novembre 1983 |
| "Looks That Kill"           | Billboard Hot 100      | 10 semaines | 54e      | 10 mars 1984     |
| "Looks That Kill"           | Mainstream Rock Tracks | 17 semaines | 12e      | 18 février 1984  |
| "Too Young to Fall in Love" | Billboard Hot 100      | 2 semaines  | 90e      | 16 juin 1984     |
| "Too Young to Fall in Love" | Mainstream Rock Tracks | 12 semaines | 17e      | 23 juin 1984     |